# Arco (Trento)
Arco és un municipi italià, dins de la província de Trento. L'any 2007 tenia 16.343 habitants. Limita amb els municipis de Drena, Dro, Lomaso, Mori, Nago-Torbole, Riva del Garda, Ronzo-Chienis, Tenno i Villa Lagarina.

## Administració
| Període | Identitat       | Partit        |
| ------- | --------------- | ------------- |
| 2005-   | Renato Veronesi | Llista Cívica |